# Cricotopus geminatus
Cricotopus geminatus är en tvåvingeart som först beskrevs av Thomas Say 1823.  Cricotopus geminatus ingår i släktet Cricotopus och familjen fjädermyggor.
Artens utbredningsområde är Pennsylvania. Inga underarter finns listade i Catalogue of Life.